# Aliquippa
Aliquippa är en stad (city) i Beaver County i Pennsylvania. Vid 2010 års folkräkning hade Aliquippa 9 438 invånare.

## Kända personer från Aliquippa
- Pete Maravich, basketspelare